# Nadejda Popova
Pour les articles homonymes, voir Popov.
Nadejda Vassilievna Popova (en russe : Надежда Васильевна Попова), née le 17 décembre 1921 et morte à Moscou le 6 juillet 2013 , est aviatrice et une héroïne de l'Union soviétique. 
Pendant la Seconde Guerre mondiale, elle faisait partie du 588e régiment de bombardement de nuit rattaché au groupe d'aviation no 122 et effectue 852 missions de guerre.

## Biographie
Nadejda Popova naît le 17 décembre 1921 dans le village de Chabanovka, dans le raïon Doljanski de l'oblast d'Orel. 
Elle apprend à piloter à l'aéroclub de Donetsk, en Ukraine, en 1936, et devient instructrice. En 1939, elle se rend à Moscou pour devenir pilote militaire. Aidée par Polina Ossipenko, elle entre à l'École militaire d'aviation de Kherson, en Ukraine. 
En 1940, elle continue son instruction à l'école militaire de Donetsk et obtient une licence de pilote-navigatrice. Elle sert en tant qu'instructrice.
En 1942, elle apprend la création d'un régiment d'aviation de combat féminin et se voit bientôt recrutée et envoyée à Engels pour intégrer le 588e NBAP du Groupe d'Aviation no 122.
Elle est députée du 8e conseil du Soviet suprême de l'Union soviétique en 1970-1974, élue du Congrès des députés du peuple d'Union soviétique en 1989-1991.
Morte à 92 ans à Moscou le 6 juillet 2013, Nadejda Popova est enterrée au cimetière de Novodevitchi.

## Décorations
- ordre de l'Honneur (2000)
- ordre de l'Amitié (1995)
- ordre de Lénine
- ordre du Drapeau rouge
- ordre de la Guerre patriotique
- médaille pour la victoire sur l'Allemagne